# Podložka

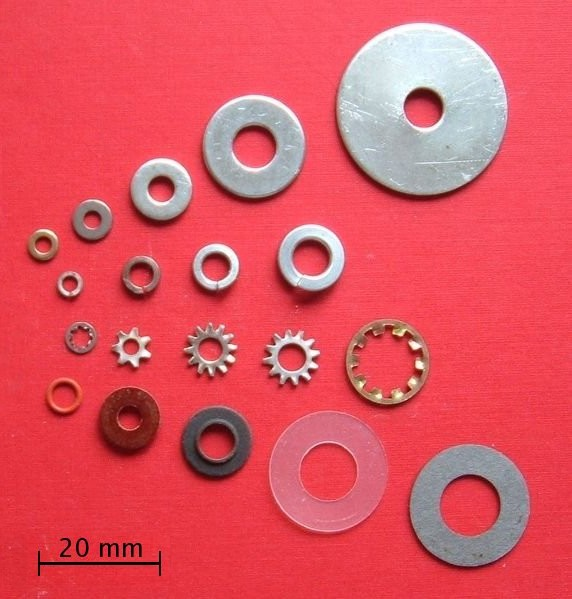
Různé typy podložek

Podložka je spojovací součástka, která má nejčastěji tvar disku s kruhovým otvorem uprostřed. Tvoří součást rozebíratelného šroubového spoje, vkládá se pod hlavu šroubu (popř. nýtu nebo vrutu) nebo pod matici, slouží k lepšímu rozložení tlaku a brání tak poškození spojovaného materiálu, v některých případech je také jejím účelem zajistit spoj před uvolněním. Bývá vyrobena z oceli (často pozinkované či korozivzdorné), mosazi, hliníku, silikonu, pryže nebo slídy. Rozměry běžných podložek jsou stanoveny normami, například ČSN či DIN.

## Typy podložek
- karosářská (velkoplošná) podložka
- pružná (pérová) podložka
- vějířová podložka
- zvlněná podložka
- distanční (vymezovací) podložka
- čalounická podložka
- kónická podložka (Belleville)
- čtyřhranná podložka
- podložka s nosem
- klínová (zkosená) podložka
- podložka twin-lock
- jiné (např. dle speciálních požadavků konstrukce, architektury atp., nejsou stanoveny normami)

## Další členění podložek

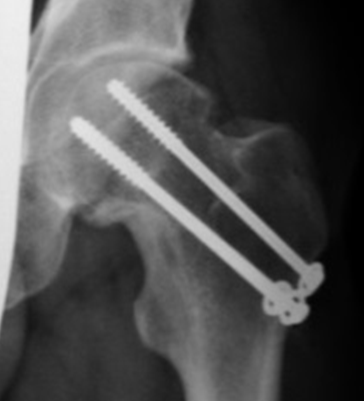
Podložky pod lékařskými šrouby (vruty) – RTG snímek osteosyntézy zlomeniny krčku femuru.

Podložky lze také členit podle druhu materiálu (kovové, umělohmotné atp.).
Případně podle vztahu k tělu jako biokompatibilní (např. části chirurgických implantátů) atp.